# Stora kardinaltal
Stora kardinaltal är inom matematiken och mängdteorin en samlingsbeteckning på alla slags kardinaltal vars existens ej följer ur Zermelo–Fraenkels mängdteori (ZFC), förutsatt att ZFC är konsistent).
Det finns olika typer av stora kardinaltal, exempelvis Mahlokardinaltal, Ramseykardinaltal, Woodinkardinaltal, starka kardinaltal och superstarka kardinaltal. Ouppnåeliga kardinaltal är en typ av stora kardinaltal.